# 吕勒奥市镇

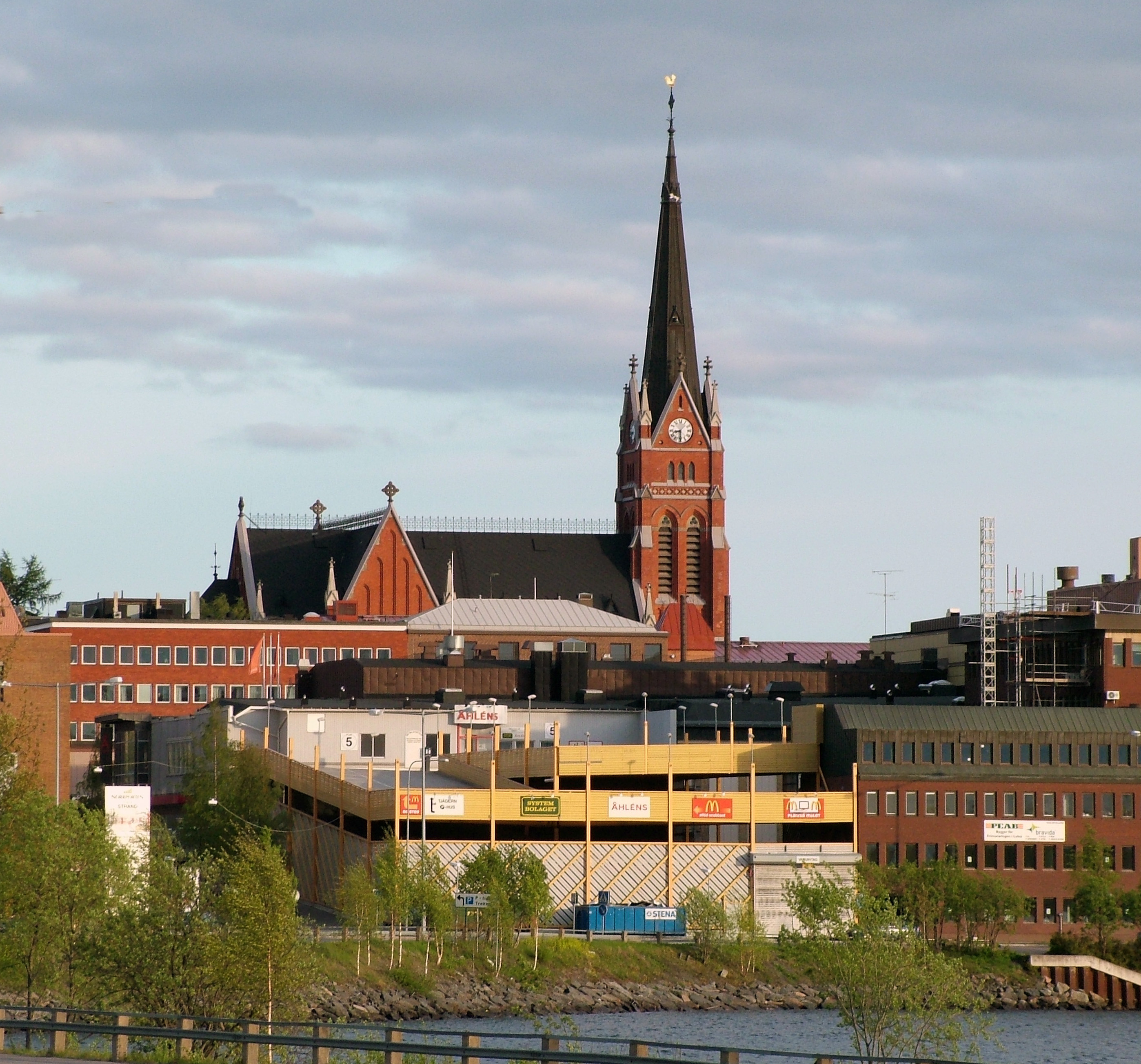
吕勒奥

吕勒奥市镇（瑞典語：Luleå kommun）是瑞典北部北博滕省的一个市镇。其治所位于吕勒奥，亦是北博滕省的首府。